# Feliks Ligęza
Feliks Ligęza herbu Półkozic (ur. ok. 1500 – zm. 26 stycznia 1560 w Dunajowie) – arcybiskup lwowski w latach 1555-1560, kanonik krakowski od 1538.

## Rodzina
Pochodził z rodu Półkoziców. Był synem Mikołaja Ligęzy i Zofii z Żuchowa, córki starosty spiskiego Przecława z Dmosic. Był praprawnukiem wojewody i starosty łęczyckiego, uczestnika  bitwy pod Grunwaldem Jana Ligęzy, a także prawnukiem kasztelana żarnowskiego i małogoskiego Stanisława Ligęzy z Gorzyc, co można zobrazować następująco:
- Jan Ligęza, zm. 1419
  - Stanisław Ligęza z Gorzyc, zm. 1462
    - Stanisław Ligęza, zm. 1497
      - Mikołaj Ligęza, zm. 1536
        - Feliks Ligęza, zm. 1560 – kanonik krakowski, arcybiskup lwowski

## Kariera
- 1512 zapisał się na Akademię Krakowską,
- 1529 został plebanem w Przecławiu,
- 1548 mianowany koadiutorem arcybiskupa lwowskiego Piotra Starzechowskiego,
- 1555 podpisał uchwały sejmu walnego w Piotrkowie, wzywające do odbycia soboru narodowego,
- 26 stycznia 1560 zmarł w Dunajowie, pochowany w Katedrze Łacińskiej we Lwowie.